# Storvik
Storvik är en tätort i Sandvikens kommun i Gästrikland, Gävleborgs län.
Storvik var, och är fortfarande, en viktig järnvägsknut för godstågen. Här möts Norra stambanan, Bergslagsbanan och Godsstråket genom Bergslagen.

## Historia

### Administrativa tillhörigheter
Storvik var och är beläget i Ovansjö socken och ingick efter kommunreformen 1862 i Ovansjö landskommun där Storviks municipalsamhälle inrättades 12 maj 1916. Municipalområdet med kringområde utbröts ur landskommunen 1924 och bildade Storviks köping som sedan 1971 uppgick i Sandvikens kommun.
I kyrkligt hänseende har Storvik alltid hört till Ovansjö församling.
Orten ingick till 1880 i Ovansjö, Torsåkers och Årsunda tingslag därefter till 1921 i Gästriklands västra tingslag och sedan till 1971 i Gästriklands västra domsagas tingslag. Från 1971 till 2004 ingick Storvik i Sandvikens domsaga och orten ingår sedan 2004 i Gävle domsaga.

### Befolkningsutveckling
| Befolkningsutvecklingen i Storvik 1950–2020 | Befolkningsutvecklingen i Storvik 1950–2020 | Befolkningsutvecklingen i Storvik 1950–2020 | Befolkningsutvecklingen i Storvik 1950–2020 | Befolkningsutvecklingen i Storvik 1950–2020 |
| ------------------------------------------- | ------------------------------------------- | ------------------------------------------- | ------------------------------------------- | ------------------------------------------- |
|                                             |                                             |                                             |                                             |                                             |
| År                                          |                                             |                                             | Folkmängd                                   | Areal (ha)                                  |
| 1950                                        | 1950                                        |                                             | 1 882                                       |                                             |
| 1960                                        | 1960                                        |                                             | 2 540                                       |                                             |
| 1965                                        | 1965                                        |                                             | 2 669                                       |                                             |
| 1970                                        | 1970                                        |                                             | 2 615                                       |                                             |
| 1975                                        | 1975                                        |                                             | 2 748                                       |                                             |
| 1980                                        | 1980                                        |                                             | 2 657                                       |                                             |
| 1990                                        | 1990                                        |                                             | 2 442                                       | 262                                         |
| 1995                                        | 1995                                        |                                             | 2 428                                       | 263                                         |
| 2000                                        | 2000                                        |                                             | 2 293                                       | 263                                         |
| 2005                                        | 2005                                        |                                             | 2 251                                       | 263                                         |
| 2010                                        | 2010                                        |                                             | 2 165                                       | 262                                         |
| 2015                                        | 2015                                        |                                             | 2 202                                       | 273                                         |
| 2020                                        | 2020                                        |                                             | 2 255                                       | 267                                         |
| Anm.: sammanvuxen med Övre Storvik 2015     |                                             |                                             |                                             |                                             |

## Näringsliv
Ett av Storviks äldsta företag är Wetterlings yxfabrik, som grundades 1880 av bröderna Wetterling, och grundade fabriken i Storvik 1885. Wetterlings yxor tillverkas fortfarande i samma smedja som på 1880-talet.
ABB Service i Storvik hade den 31 december 1994 150 personer anställda i Storvik och sysslar med service, utbildning, reservdelar och tillverkning.
ALMAB bildades 1928 och projekterar och tillverkar utrustning för träförädling.
Storvik har en ICA Nära samt en COOP Konsum. ICA-affären ligger i en byggnad som heter Logården där det även finns en blomsteraffär, historisk utställning om Storviks historia, och en säljare av begagnade böcker och media.
Storvik Din Hälsocentral är belägen i en före detta polisstation.
Storvik har även fyra restauranger. Två är pizzerior; Valentino som ligger i Logården och Torino som ligger vid Landsvägen vid ingången till Storvik Centrum. De två resterande restaurangerna är en thairestaurang som ligger bredvid före detta Café Mercurius, och den andra är thai/sushirestaurangen Granliden som ligger bredvid Storvik Din Hälsocentral. Granliden var tidigare en pizzeria och krog som senare fick ägarbyte efter 15 år vid konkurs 2019. Vid ägarbytet bytte restaurangen namn till Granliden Thai Sushi House.

## Utbildning
Västerbergs folkhögskola har funnits i Västerberg i utkanten av Storvik sedan 1910. Storvik har också Hedängskolan F-9 som grundades 1967 och har ett låg-, mellan- och högstadium. Strax ovanför Hedängskolan ligger Förskolan Bullerbyn. 

## Kommunikationer
Storvik har, för sin storlek, mycket goda tågförbindelser tack vare att tätorten ligger vid en järnvägsknut. Storviks station trafikeras av Tåg i Bergslagen, vilka förbinder orten med Sandviken och Gävle C i öster samt Mjölby i sydväst via bland annat Hofors, Falun, Borlänge och Örebro, en gren går även via Torsåker och Avesta Krylbo till Örebro.
| Båda sidor på stationsbyggnaden i Storvik. |  | Båda sidor på stationsbyggnaden i Storvik. |
| Båda sidor på stationsbyggnaden i Storvik. |  |                                            |

Strax söder om Storvik går motorvägen E16, vilken övergår i landsväg strax väster om tätorten, där Riksväg 68 viker av.
Bussförbindelser mot Hofors eller Sandviken finns i form av X-trafiks linje 141. Vidare finns en expresslinje med glesa avgångar mot Gävle i form av X-trafiks linje 241 som går från Falun via Hofors, Storvik och Kungsgården och sen vidare via motorvägen till Sandviken, Valbo och Gävle. Det finns även ett antal skolbusslinjer.

## Elektrifieringen av Storvik med omnejd

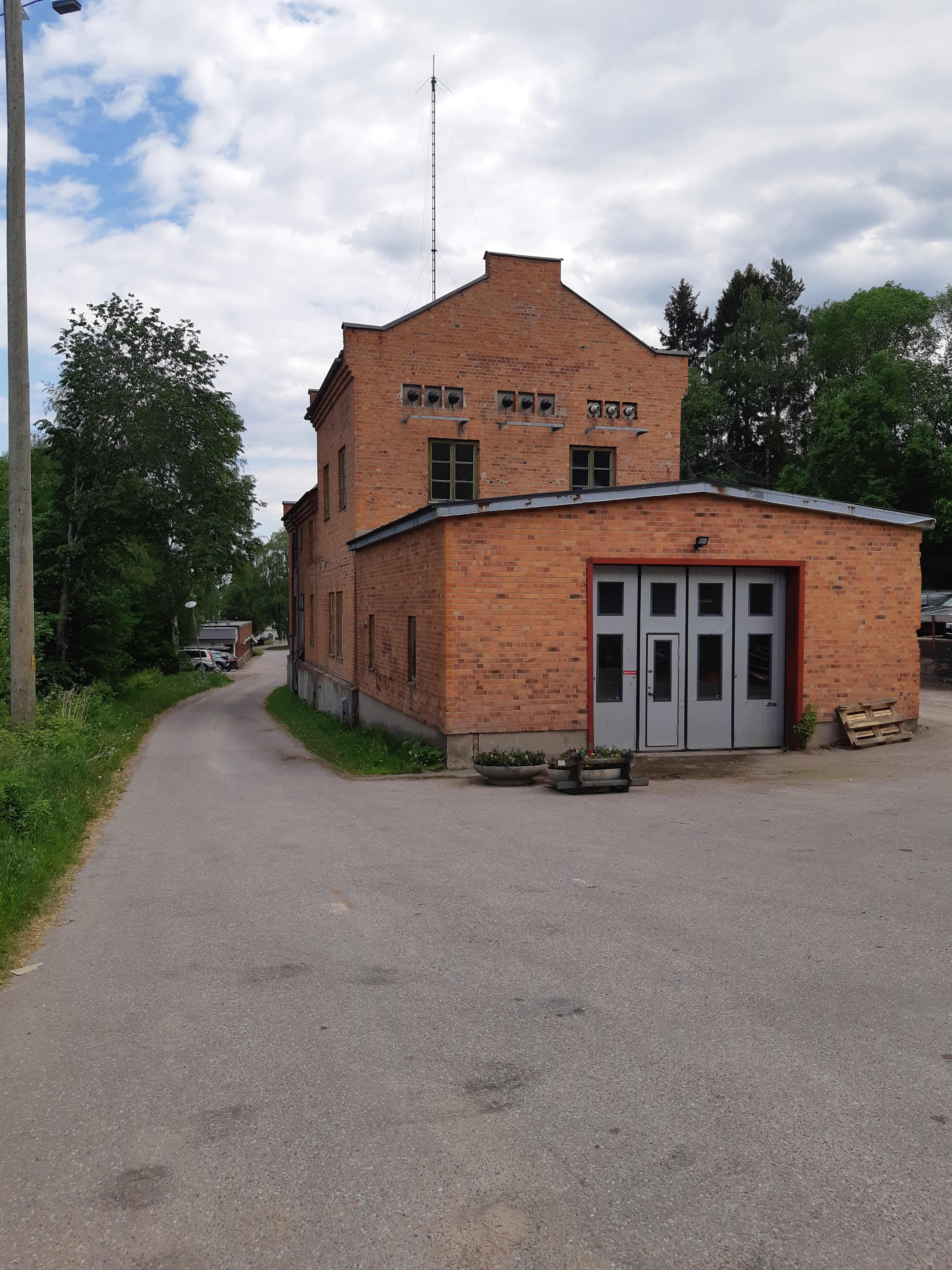
Gamla transformatorstationen i Storvik från 1915 där inmatningen skedde från Älvkarleby kraftverk.

Den 6 februari år 1903 hölls en konstituerande stämma på tingshuset i Storvik, då bildades Storviks elektriska Belysningsaktiebolag. Från den första bolagsordningen kan noteras: att bolagets verksamhet skall hava till föremål att alstra och mot betalning tillhandahålla allmänheten elektrisk ström för belysnings och andra ändamål samt driva annan därmed sammanhängande verksamhet. Vid Berg byggdes under 1903 en kraftstation med två turbiner på vardera 105 hästkrafter och därmed inleddes distributionen av elkraft. Ekonomiska problem uppkom på grund av för stora kostnader i förhållande till aktiekapitalet. 
Anslutning till yttre nät.  Antalet abonnenter ökade, år 1914 var de flesta fastigheter i Storvik anslutna. På grund av lite nederbörd och ökad belastning användes en fotogenmotor på 75 hk som matade in hjälpkraft i distributionsnätet. Under maj 1914 tog bolagsstämman beslut att köpa kraft från Älvkarlebyverkets linje till Hofors. Verkställande direktören Herman Duse och ingenjören Sigurd Olsson ledde uppförandet av en transformatorstation som kunde tas i drift i november 1915. Därmed fick man tillskott på energi från Älvkarleby kraftverk. Byggkostnaden för stationen uppgick till 116 000 kronor. 
Verksamheten utvecklas. År 1933 övertog Skandinaviska Elverk (SEV) Storviks Elektriska Belysnings AB. SEV ingick i ASEA-gruppen. År 1935 övergick Hagaströms kraftstation inklusive dess elnät, i Storviks Elektriska Belysnings AB ägo. År 1940 skedde namnändring till Storviks Kraft AB. Kungsfors Kraft AB bildades med Djupdals AB och Storviks Kraft AB som ägde hälften var. Kungsfors kraftstation med effekt på 950 kW invigdes 1942. Det året blev elektrifiering av mer avlägset belägna orter aktuellt.
. Med statsbidrag elektrifierades Mackmyra kronopark, Hanåsen i Valbo socken samt Gräsbäcken i norra Hedesunda.
Sigurd Olsson - mannen som betytt mest för bolagens utveckling
Sigurd Olsson verkade under åren 1913–1965 i Storviksbolagen och hade störst betydelse för dess utveckling. Han verkade i bolagen Storviks Elektriska Belysnings AB, Storviks Kraft AB och Storviks Elektriska AB, han utsågs även till VD för det nybildade Bollnäs Kraft AB, den posten hade han till början av 1940-talet.
Storviks Kraft AB Ägde och drev eldistributionen fortsättningsvis fram till år 1972 då det uppgick i AB Sandvikens Energiverk. År 1968 slogs Storviks Kraft samman med Forsby Elektriska AB Gävle. 40 personer i Storvik berördes. Kraft levererades då till åtta orter och 5 distributionsföretag. 7 egna kraftstationer, varav Gästriklands största, Hälleströmmens kraftverk vid Gavleån, samt 359 transformatorstationer ingick. 1969 flyttade Storviks kraft in i nya lokaler.

## Personer från Storvik
- Wilhelmina Skogh, entreprenör i hotell- och restaurangbranschen. Hon drev Järnvägshotellet i Storvik från 1874 samt i Bollnäs, Lingbo och Rättvik. 1902 utsågs hon till VD för Grand Hôtel i Stockholm.
- Edvard Persson, skidåkare som vann SM-guld i 60 km skidor i Örnsköldsvik 1916.
- Birger Lundquist, illustratör samt tidningstecknare på Dagens Nyheter, föddes 1910 i Storvik. Han var son till verkmästare Frans Rickard Lundquist och Ellen, född Holmqvist.
- Roland Hedström, skidåkare som åkte tolv Vasalopp och tog två tredjeplatser, 1964 och 1967. Han var aldrig sämre än 35:e man.
- Madeleine Bäck, författare och journalist, har vuxit upp i Storvik.
- Fred Eriksson, proletärförfattare, föddes på julafton 1914 i Nedergården i Håtuna socken utanför Sigtuna. Han var också anställd hos SJ och när han pensionerades var han stationsföreståndare i Storvik.

## Sevärdheter
- Storviks stationshus. Byggdes 1875 och är i stort sett intakt. Kafé, utställningar med mera
- Kyrkan i Storvik. Invigd 1960, takmålning av Uno Wallman.[13]
- Skatfors med Skadefors spik o tegelbruk, museum med bokade guidade turer.[14]
- Gamla Tingshuset, nu ett bibliotek och dagis.
- Wetterlings Yxfabrik, en yxsmedja som grundades 1880. Kom till Storvik år 1885.[15]